# Капітанехо (Понсе, Пуерто-Ріко)
Капітанехо — один із 31 районів (барріо) муніципалітету Понсе, Пуерто-Рико. Разом з Анон, Кото-Лорел, Гуарагуао, Кебрада-Лімон, Реал, Сан-Патрісіо та Маруеньо, а також прибережним районом Канас, Капітанехо є одним із дев'яти прикордонних районів муніципалітету. Межує з муніципалітетом Хуана-Діас. Разом із Плайя, Букана, Вайяс і Канас Капітанехо також є одним із п’яти прибережних районів Понсе. Разом з Ваясом, Капітанехо також є одним із двох сільських прибережних районів муніципалітету. Він був заснований у 1822 році.

## Місцезнаходження
Капітанехо — сільський прибережний район, розташований у південно-східній частині муніципалітету, на південний схід від міста Понсе. Топоніміка або походження назви посилається на власний іменник місцевого молодшого або лейтенант-командира, нижчого за касика, або місцевого молодшого командира, який підпорядковується вищій владі. Район (барріо) утворився зі спільноти виробників тютюну, що походить із 1680-х років.

## Межі
Капітанехо межує на півночі з Ріо-Інабон і районом Сабана-Ллана муніципалітету Хуана-Діас, на півдні — з Карибським морем, на заході — з Ріо-Інабон, а на сході — з Ріо-Хакагуас.
З точки зору кордонів між барріо, Капітанехо межує на півночі з барріо Вайяс, на півдні Карибським морем, на заході з барріо Вайас, а на сході з барріосами Сабана Ллана та Капітанехо муніципалітету Хуана Діас. Капітанехо є єдиним із 31 району Понсе, який межує з районом іншого муніципалітету з такою ж назвою.

## Особливості та демографія
Громади Ла-Фе, Ла-Плена, Ла-Куарта, Буйонес і Тібуронес розташовані в районі Капітанехо. Капітанехо займає площу 10 км2 та має 0,88 квадратної милі (2,3 км2) акваторії. У 2000 році населення Капітанехо становило 1404 особи, а щільність – 355 осіб на квадратну милю.
У 2010 році населення Капітанехо становило 1011 осіб, а щільність — 257,3 особи на квадратну милю. 
Головні дороги Капітанехо — PR-1 та PR-510.

## Визначні пам'ятки
Капітанехо має другу найкоротшу берегову лінію з усіх п’яти прибережних районів Понсе після Букани.